# Fundación del Patrimonio Natural de Castilla y León
La Fundación del Patrimonio Natural de Castilla y León es una organización sin ánimo de lucro, que tiene por objeto en su ámbito territorial de actuación, la restauración, potenciación, estimulación, promoción, mantenimiento y gestión integral de los bienes integrantes del Patrimonio Natural de Castilla y León, así como impulsar su conocimiento y difusión, promoviendo para ello cuantas actividades sirvan para favorecer los fines fundacionales, sirviendo asimismo de apoyo al desarrollo cultural, social y económico de la Comunidad de Castilla y León  (España).

## Domicilio
El domicilio de la Fundación, y sede del Patronato, radica en la calle Rigoberto Cortejoso, número 14 de Valladolid (España).

## Actividades
Para su cumplimiento el Patronato, por mayoría de sus miembros, determinará las actividades que debe realizar en cada momento la Fundación para el mejor cumplimiento de sus fines, entre las cuales, y a modo meramente enunciativo, se establecen las siguientes:
- Gestión, mantenimiento y explotación de los Centros dependientes de la Consejería de Medio Ambiente que le sea encomendadas por esta (Casas del Parque, Centros de Recuperación de Aves, Aulas del Río,…).
- Realización de cursos, seminarios y asistencia ferias nacionales e internacionales de promoción de la Red de Espacios Naturales de Castilla y León.
- Realización de actividades de difusión y concienciación ciudadana de la importancia del Patrimonio Natural en la idiosincrasia castellano-leonesa.
- Ejecución de trabajos de restauración, limpieza, mantenimiento del Patrimonio Natural de Castilla y León.
- Edición de revistas, libros, folletos, carteles etc. así como su distribución y venta.
- Realización de campañas divulgativas en centros escolares.
- Establecimiento de convenios de colaboración en el campo de la investigación y aplicación de las nuevas tecnologías al medio natural.
- Establecimiento de convenios de colaboración con personas físicas y jurídicas para la ejecución de determinados proyectos.
- Establecer líneas de ayudas y subvenciones a personas físicas y jurídicas relativas a programas específicos de defensa del medio natural en zonas Red de Espacios Naturales de Castilla y León.
- Realizar actividades mercantiles, incluso industriales, para la obtención de rentas e ingresos destinados a financiar la realización de los fines fundacionales e incrementar la dotación fundacional.
- Apoyo y colaboración técnica, jurídica, documental y económica a personas, asociaciones, entidades ciudadanas y organismos de cualquier tipo interesados en la protección del medio ambiente.
- Gestión y explotación de terrenos pertenecientes a la Junta de Castilla y León afectados a la conservación de la Naturaleza.
- Gestión de legados o cesiones temporales de bienes del patrimonio natural cuyo beneficiario pudiera ser la fundación.

## Gobierno
Son órganos de gobierno de la Fundación: el Patronato y la Comisión Ejecutiva, que estará subordinada al Patronato. El Patronato podrá crear cuantos órganos asesores estime oportunos.